# Mastercastle
Mastercastle ist eine italienische Heavy-Metal-Band, die seit 2008 besteht. Gründungsmitglieder waren Pier Gonella, auch Gitarrist von Labyrinth und Necrodeath, und die Sängerin Giorgia Gueglio.

## Geschichte
Nach vier Jahren bei Labyrinth verließ der Gitarrist und Songschreiber Pier Gonella 2007 die Band und entschloss sich zu einem eigenen Projekt und zu einer Zusammenarbeit mit der Sängerin Giorgia Gueglio. Ihre zahlreichen Songs können keiner Musikrichtung eindeutig zugeordnet werden. In der Folge schlossen sich Steve Vawamas (E-Bass) und Alessandro Bissa (Schlagzeug) der Gruppe an.
Im Juli 2008 wurde ein Demo aufgenommen (vier Lieder), die der Band einen Plattenvertrag mit dem Label Lion Music einbrachte. Im September 2009 wurde das erste Studioalbum The Phoenix veröffentlicht. Das Album wird von einem Musikvideo des Song begleitet "Princess of Love". Am 20. September 2009 wurde in Japan eine CD für Spiritual Beast freigegeben. 2010 wurde das zweite Album Last Desire veröffentlicht.

## Diskografie
- 2009: The Phoenix
- 2010: Last Desire
- 2011: Dangerous Diamonds
- 2013: On Fire
- 2014: Enfer (De La Bibliothèque Nationale)
- 2017: Wine of Heaven
- 2022: Lighthouse Pathetic